# 假地豆
假地豆（学名：Grona heterocarpos）又名糙毛假地豆、异果山绿豆，为豆科假地豆属下的一个种，過去曾被歸類於山蚂蝗属。

## 分佈
本種廣泛分佈於東亞、東南亞、南亞至澳洲，遠至東非及南美洲也有原生分佈，包括广东、广西、海南、福建、台湾、贵州、云南、日本、菲律宾、越南、泰国、印度、缅甸、斯里兰卡、马来西亚、印度尼西亚等等。

## 扩展阅读
- 維基物種上的相關：假地豆